# また明日 (藤原さくらの曲)
「また明日」（またあした）は、日本のシンガーソングライター、藤原さくらの楽曲。2018年9月19日に発売されたメジャー3rdミニ・アルバム『red』に収録されている楽曲。作詞作曲は藤原自身が、サウンドプロデュースはmabanuaが手がけた。

## 背景・リリース
本作は、劇場版『若おかみは小学生!』の主題歌として書き下ろされた楽曲である。本作の歌詞について藤原は、「歌詞を書くのには相当悩んだ。」「底抜けに明るいものにしたくなくて、主人公のおっこちゃんが小さい体で抱えている思いを歌にしたいと思った。けれども、それは悲しいだけでなく、いろんな人との出会いを通して成長して明日も頑張っていけるような歌詞を、おっこちゃんになったつもりで書いた。」とコメントしている。
演奏には、チャラン・ポ・ランタンの小春がアコーディオンで参加。アコーディオンの旋律は、mabanuaがベースを考えて小春のアイデアを加えたもの。
9月12日より各音楽配信サイトでの先行配信が開始された。また、同日よりiTunes Storeにて『red』の予約受付が開始され、予約者は予約した時点で本作と同じく収録曲の「NEW DAY」の先行ダウンロードを行なうことができた。

## ミュージック・ビデオ
ミュージック・ビデオが制作されており、ディレクションは田中のぞみが担当した。このミュージック・ビデオは、翌年にリリースされた映像作品『『野外音楽会2018』Live at 日比谷野外大音楽堂 20180715』に特典映像として収録されている。
ミュージック・ビデオは、藤原が畳の間でくつろいでいる映像で構成されており、縁側や蚊取り線香などでノスタルジックな雰囲気を持たせている。ミュージック・ビデオ撮影当日は豪雨だった。

## 参加ミュージシャン
- 藤原さくら：ボーカル
- mabanua：その他音源、サウンドプロデュ―サー
- 小春（チャラン・ポ・ランタン）：アコーディオン

## 収録アルバム
- red
- 劇場版 若おかみは小学生! オリジナルサウンドトラック[7]